# サヴォイア＝カリニャーノ家

サヴォイア＝カリニャーノ家の紋章

サヴォイア＝カリニャーノ家（サヴォイア＝カリニャーノけ、Savoia-Carignano）は、イタリアの上級貴族の家系。1620年にカリニャーノ公（Principe di Carignano）の称号を授けられたサヴォイア公子トンマーゾ・フランチェスコに始まるサヴォイア家の分枝で、後に本家を継いでピエモンテ＝サルデーニャ、イタリア王国の王家となった。

## 歴史
始祖のトンマーゾ・フランチェスコはサヴォイア公カルロ・エマヌエーレ1世とその妻のスペイン王女カタリーナ・ミカエラの末息子として生まれた。
カリニャーノは1418年よりサヴォイア家領の封土となっており、ピエモンテ地方の一部を構成し、トリノからわずか南に20kmの地点に存在した。しかしトンマーゾ・フランチェスコがカリニャーノを分封領として与えられたのはあくまで形式上のことであり、彼は独立領主でもなく、カリニャーノから貢納を受ける権利も認められなかった。その代わり、彼には莫大な世襲財産が分与された。
トンマーゾ・フランチェスコは1625年にブルボン家のソワソン伯ルイの妹マリーと結婚した。ソワソン伯ルイが1641年にリシュリュー枢機卿と争って敗死すると、カリニャーノ家がソワソン伯爵位を受け継いだ。カリニャーノ家の分枝として出たソワソン伯爵家（サヴォワ＝ソワソン家）は、ハプスブルク帝国に元帥として仕えた名将プリンツ・オイゲンを輩出した。
1751年、実質的にカリニャーノ公領を治めるサヴォイア家当主のサルデーニャ王カルロ・エマヌエーレ3世は、負債の帳消しのため、ブルボン家のパンティエーヴル公ルイ・ジャン・マリーにカリニャーノを売却した。パンティエーヴル公爵が1793年に死ぬと、カリニャーノはその娘のオルレアン公爵夫人ルイーズ・マリー・アデライードが相続した。しかしフランス革命の騒乱の中で、オルレアン公爵夫人はカリニャーノを含む莫大な個人資産を没収されてしまった。
第4代当主ルイージ・ヴィットーリオの末息子エウジェーニオ・イラリオーネは1781年に貴賤結婚をし、彼とその直系子孫はヴィラフランカ伯（Conte di Villafranca）の称号を与えられて、サヴォイア＝ヴィラフランカ家を形成した。またルイージ・ヴィットーリオの五女マリーア・ルイーザはフランス王妃マリー・アントワネットの女官長を務め、ランバル公妃（Princesse de Lamballe）として知られたが、フランス革命に際しては王党派の一員として民衆に虐殺された。
1831年、サヴォイア本家の断絶に伴って第7代当主のカルロ・アルベルトがサルデーニャ王位を継承したことにより、サヴォイア＝カリニャーノ家は名実ともに支配者家門となった。

## カリニャーノ公（1620年 - 1831年）
- トンマーゾ・フランチェスコ（在位1620年 - 1656年）
- エマヌエーレ・フィリベルト（在位1656年 - 1709年）
- ヴィットーリオ・アメデーオ1世（在位1709年 - 1741年）
- ルイージ・ヴィットーリオ（在位1741年 - 1778年）
- ヴィットーリオ・アメデーオ2世（在位1778年 - 1780年）
- カルロ・エマヌエーレ（在位1780年 - 1800年）
- カルロ・アルベルト（在位1800年 - 1831年）

1831年、カリニャーノ公はサルデーニャ王位を継承した。